# Erol Bulut
Erol Bulut (Bad Schwalbach, 30 gennaio 1975) è un allenatore di calcio ed ex calciatore turco con cittadinanza tedesca, di ruolo difensore.

## Palmarès

### Giocatore

#### Competizioni nazionali
- Campionato turco: 1

Fenerbahçe: 1995-1996
- Campionato tedesco di seconda divisione: 1

Eintracht Francoforte: 1997-1998
- Campionato greco: 2

Olympiakos: 2005-2006, 2006-2007
- Coppa di Grecia: 1

Olympiakos: 2005-2006